# Lethe erebina
Lethe erebina är en fjärilsart som beskrevs av Charles Oberthür 1911. Lethe erebina ingår i släktet Lethe och familjen praktfjärilar. Inga underarter finns listade i Catalogue of Life.